# 駅前本町 (川崎市)
駅前本町（えきまえほんちょう）は、神奈川県川崎市川崎区の町名である。住居表示は実施されておらず、丁目は設けられていない。面積は147825.4 m²。

## 地理
川崎区の北西端に、北東から南西に細長い町域をもつ。北西はJR東海道本線の線路を挟み幸区に接する。南東は、国道409号から京急川崎駅にかけての京急電鉄の高架橋がほぼ町の境となり、京急電鉄南東側の川崎DICEから新川通りにかけての一角も駅前本町の町域となる。町内にJR川崎駅と京急川崎駅、バスターミナルがあり交通の要衝であるとともに、隣接する砂子と合わせて市内有数の商業集積地を形成する。川崎駅の駅ビル「アトレ川崎」、「川崎岡田屋モアーズ」、「川崎DICE」、地下街「川崎アゼリア」などの大型商業施設のほか、砂子一・二丁目の境はアーケード商店街「銀座街」「銀柳街」となっている。バスターミナルの北側には川崎市立川崎図書館などが入る高層ビル「川崎駅前タワー・リバーク」が1994年に竣工。町の北部は飲食店や予備校が多く、北端は自動車教習所「KANTOモータースクール」となっている。

### 地価
商業地の地価は、2025年（令和7年）1月1日の公示地価によれば、駅前本町3番9外の地点で325万円/m² 、駅前本町3番9外の地点で630万円/m²となっている。

## 歴史
1964年（昭和39年）に、土地区画整理事業に合わせ川崎市砂子、砂子一・二丁目・堀川町・古川通・南河原・東二・三丁目の一部から設立された。1966年に京浜急行の高架化が完成し、すでに完成していた駅ビルかわさき（現 アトレ川崎）とともに川崎駅東口一帯は大きく印象を変えることとなった。
2022年（令和4年）、神奈川県は駅前本町を県暴力団排除条例に基づき暴力団排除特別強化地域に指定した。

## 世帯数と人口
2025年（令和7年）6月30日現在（川崎市発表）の世帯数と人口は以下の通りである。
| 町丁     | 世帯数  | 人口  |
| -------- | ------- | ----- |
| 駅前本町 | 317世帯 | 476人 |

### 人口の変遷
国勢調査による人口の推移。
| 年                 | 人口 |
| ------------------ | ---- |
| 1995年（平成7年）  | 320  |
| 2000年（平成12年） | 552  |
| 2005年（平成17年） | 494  |
| 2010年（平成22年） | 482  |
| 2015年（平成27年） | 474  |
| 2020年（令和2年）  | 442  |

### 世帯数の変遷
国勢調査による世帯数の推移。
| 年                 | 世帯数 |
| ------------------ | ------ |
| 1995年（平成7年）  | 166    |
| 2000年（平成12年） | 361    |
| 2005年（平成17年） | 273    |
| 2010年（平成22年） | 283    |
| 2015年（平成27年） | 239    |
| 2020年（令和2年）  | 243    |

## 学区
市立小・中学校に通う場合、学区は以下の通りとなる（2025年1月時点）。
| 番地 | 小学校             | 中学校               |
| ---- | ------------------ | -------------------- |
| 全域 | 川崎市立宮前小学校 | 川崎市立富士見中学校 |

## 事業所
2021年（令和3年）現在の経済センサス調査による事業所数と従業員数は以下の通りである。
| 町丁     | 事業所数  | 従業員数 |
| -------- | --------- | -------- |
| 駅前本町 | 750事業所 | 14,474人 |

### 事業者数の変遷
経済センサスによる事業所数の推移。
| 年                 | 事業者数 |
| ------------------ | -------- |
| 2016年（平成28年） | 800      |
| 2021年（令和3年）  | 750      |

### 従業員数の変遷
経済センサスによる従業員数の推移。
| 年                 | 従業員数 |
| ------------------ | -------- |
| 2016年（平成28年） | 15,991   |
| 2021年（令和3年）  | 14,474   |

## その他

### 日本郵便
- 郵便番号 : 210-0007[3]（集配局 : 川崎港郵便局[22]）

### 警察
町内の警察の管轄区域は以下の通りである。
| 番・番地等 | 警察署     | 交番・駐在所 |
| ---------- | ---------- | ------------ |
| 全域       | 川崎警察署 | 川崎駅前交番 |